# Língua protoeslava
O protoeslavo é uma protolíngua falada pelos eslavos que se supõe tenha começado a fragmentar-se nas atuais línguas eslavas no século V ou VI d.C.. Não existem textos escritos nessa protolíngua, uma vez que os eslavos não possuíam escrita nessa época. A língua foi reconstruída através da aplicação do método comparativo a todas as línguas eslavas atestadas, assim como a outras línguas indo-europeias.

## Origem

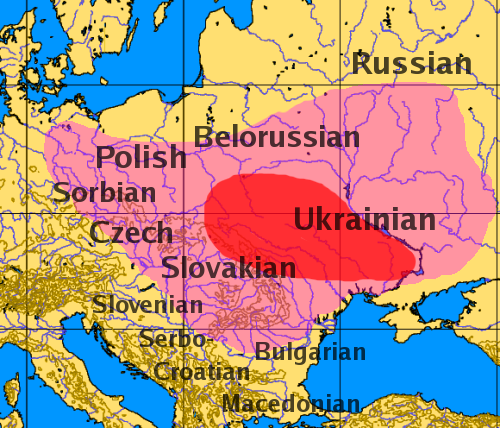
Distribuição histórica das línguas eslavas. A área sombreada maior é o complexo Praga-Penkov-Kolochin de culturas do século VI ao VII, provavelmente correspondendo à expansão de tribos falantes de eslavo da época. A área sombreada menor indica a área central de nomes de rios eslavos (segundo EIEC p. 524ff.)

O proto-eslavo passou por um estágio proto-balto-eslavo durante o qual desenvolveu numerosas isoglossas lexicais, fonológicas e morfológicas com as línguas bálticas modernas, que são as línguas indo-europeias vivas que possuem o parentesco mais próximo com o proto-eslavo. Um continuum de língua balto-eslava foi o ancestral a três subgrupos genéticos discerníveis: báltico oriental, báltico ocidental e um dialeto inovador que foi o ancestral do protoeslavo. Com base em critérios arqueológicos e glotocronológicos, estima-se que a divisão dos falantes do protoeslavo tenha ocorrido por volta de 1500-1000 a.C.
A região de origem dos falantes do protoeslavo é um tanto controversa. Os mais antigos hidrônimos (nomes de rios) reconhecidamente eslavos são encontrados na Ucrânia setentrional e ocidental e na Bielorrússia meridional. Isso está de acordo com o fato de que o vocabulário eslavo comum herdado não inclui uma terminologia detalhada para características de superfície física peculiares das montanhas ou da estepe, nem qualquer uma relacionada ao mar, a características costeiras, às flora e fauna litorâneas ou a peixes de água salgada. Por outro lado, o vocabulário possui uma terminologia bem desenvolvida para corpos de água longe da costa (lagos, rios, pântanos) e tipos de floresta (caducas ou coníferas), para as árvores, plantas, animais e pássaros nativos da zona de florestas temperadas e para os peixes nativos de suas águas.
A reconstrução do protoeslavo propriamente dito data por volta de 600 d.C. De um ponto de vista tipológico, essa língua ainda era fonologicamente muito similar às línguas bálticas. Acredita-se que o protoeslavo era falado de maneira uniforme nesta época, uma vez que as evidências onomásticas e glossas de palavras eslavas em textos de línguas estrangeiras não apresentam diferenças regionais detectáveis do eslavo dos séculos V e VI. Mais tarde, durante o chamado período do eslavo comum, surgiram inovações, algumas das quais não ocorreram em certos dialetos periféricos (ex: o dialeto antigo de Novgorod não apresentava a segunda palatalização de velares, enquanto todos os outros dialetos eslavos apresentavam-na). A diferenciação lingüística foi estimulada pela dispersão dos povos eslavos sobre um território grande, mas as mudanças sonoras do eslavo comum ocorreram por pelo menos mais quatro séculos. Migrações subseqüentes de povos falantes de línguas urálicas e românicas criaram separações geográficas entre dialetos eslavos. A freqüentemente citada última "lei" do eslavo comum é a perda de yers fracas, que ocorreu por volta dos séculos X ou XII d.C., e mesmo assim não ocorreu completamente em alguns dialetos eslavos. Documentos escritos dos séculos IX, X e XI demonstram algumas características locais. Por exemplo, os manuscritos Freising apresentam um dialeto que possui alguns elementos fonéticos e lexicais próprios de dialetos eslovenos (ex: rotacismo, na palavra krilatec).
Na segunda metade do século IX, o dialeto falado ao norte da Salônica, no interior da Macedônia, tornou-se a base para a primeira língua eslava escrita, criada pelos irmãos São Cirilo e São Metódio, que traduziram partes da Bíblia e de outros livros eclesiásticos. A língua que registraram é conhecida como eslavo eclesiástico. O eslavo eclesiástico não é idêntico ao protoeslavo, tendo sido registrado pelo menos dois séculos após a divisão do protoeslavo, e a língua apresenta características que claramente a distinguem do protoeslavo. Contudo, ela ainda é razoavelmente próxima do protoeslavo, e a inteligibilidade mútua entre o eslavo eclesiástico e outros dialetos eslavos daquela época foi provada pela missão de Cirilo e Metódio na Grande Morávia e na Panônia. Nessas localidades, seu dialeto eslavo meridional usado para as traduções era claramente compreensível pela população local que falava um dialeto antigo de eslavo ocidental.